# Decembrie 2016
Acest articol este generat integral pe baza informațiilor din articolul 2016 și este actualizat periodic de un robot.
 Editările făcute în articol vor fi șterse la următoarea actualizare! Dacă doriți să faceți modificări, editați articolul-sursă.

ianuarie -
februarie -
martie -
aprilie -
mai -
iunie -
iulie -
august -
septembrie -
octombrie -
noiembrie -
decembrie
Decembrie 2016 a fost a douăsprezecea lună a anului și a început într-o zi de joi.

## Evenimente

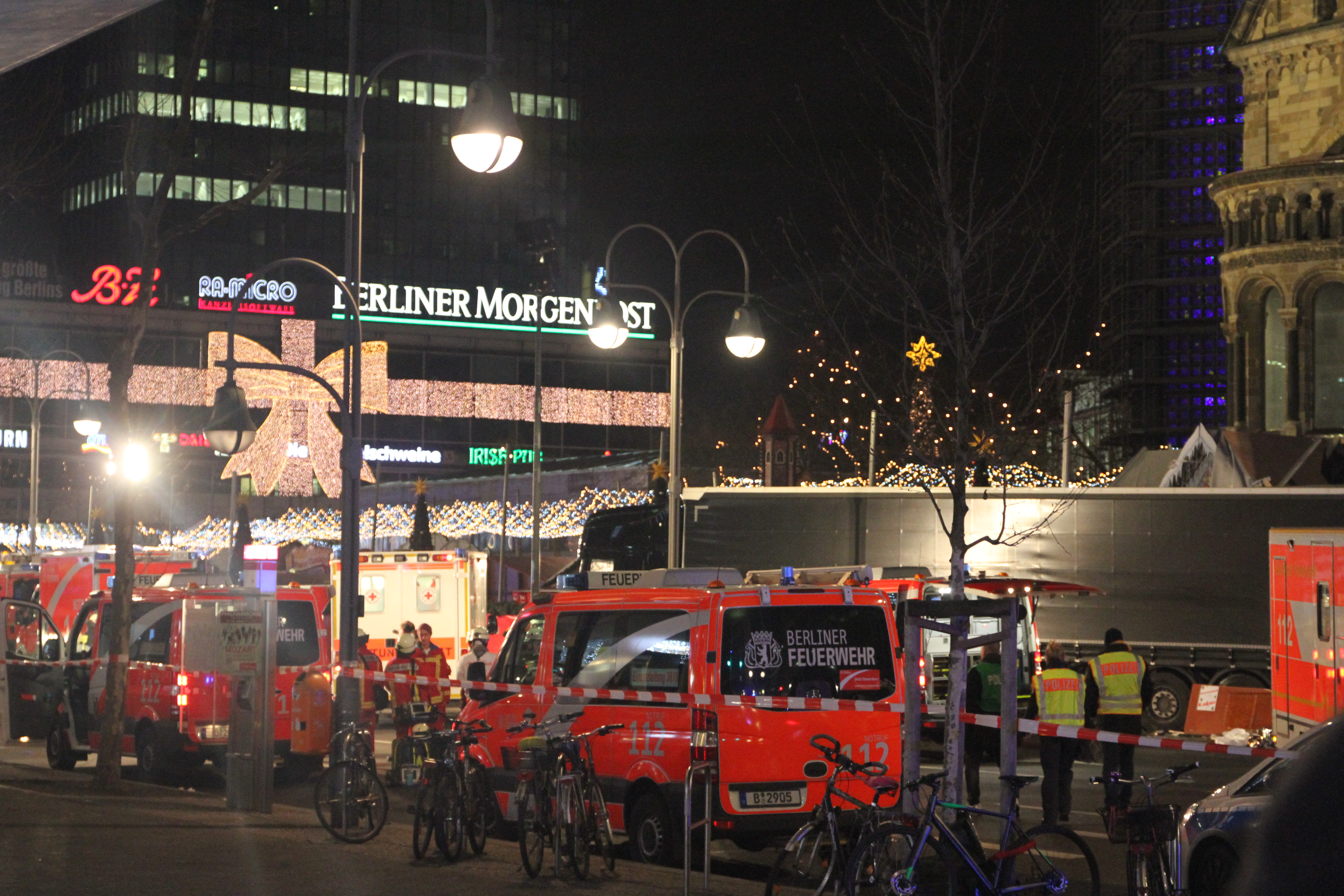
19 decembrie: Atentatul din Berlin. În imagine camionul implicat este înconjurat de vehicule de urgență.

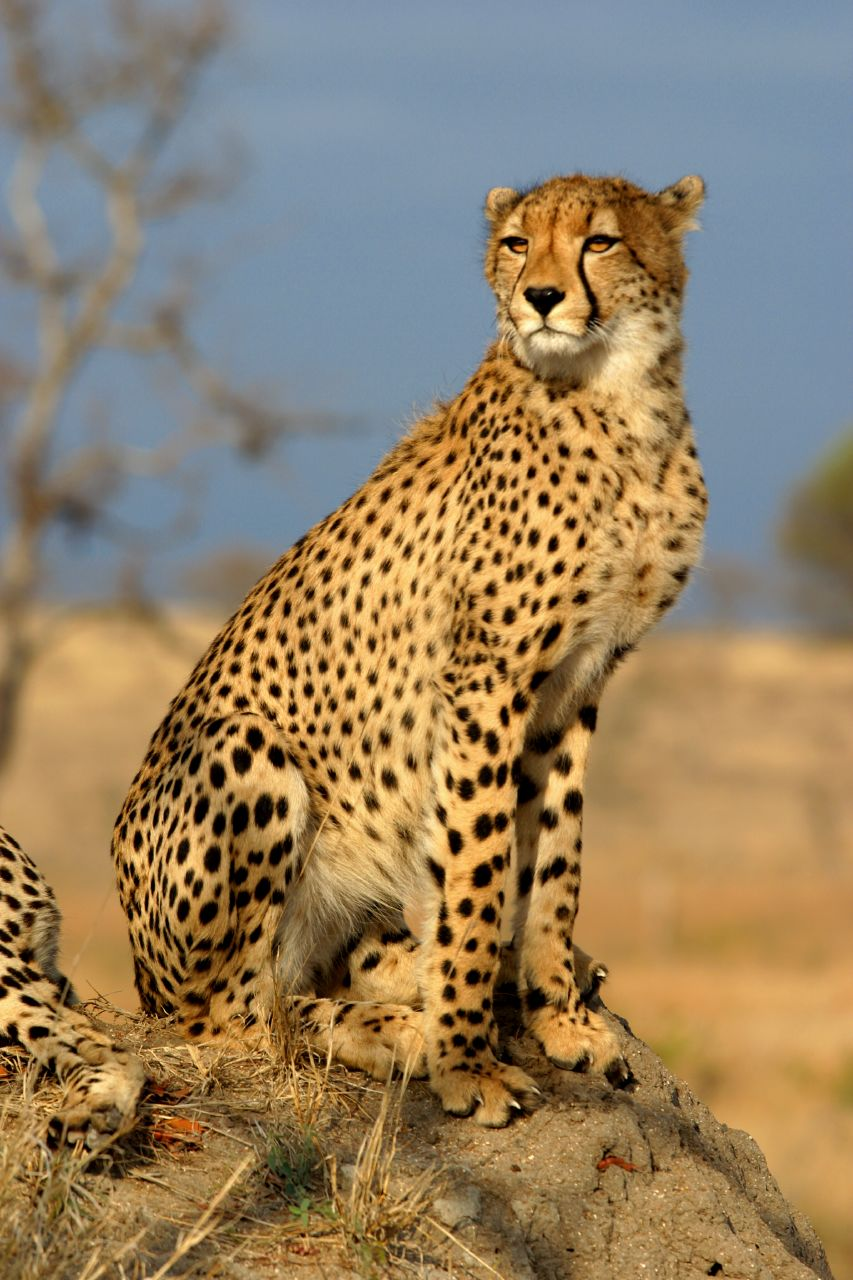
27 decembrie: Ghepardul (foto) se confruntă cu extincția după ce s-a descoperit că numai 7.100 exemplare mai trăiesc în sălbăticie, ca urmare a unei distrugeri bruște a numărului populației.

- 1 decembrie: În urma decesului regelui Bhumibol Adulyadej, fiul său Maha Vajiralongkorn Bodindradebayavarangkun este proclamat rege al Thailandei.
- 9 decembrie: Parlamentul sud-coreean a votat destituirea președintei Park Geun-hye. Moțiunea de destituire a fost aprobată de deputați cu 234 de voturi pentru și 56 împotrivă, cu mult peste majoritatea de 200 de voturi necesară.
- 10 decembrie: Explozii puternice în centrul orașului turc Istanbul, în apropierea stadionului Beșiktaș, soldate cu 38 de morți și 166 de răniți.[1]
- 11 decembrie: Alegeri legislative în România. Viitorul legislativ va avea 465 de parlamentari în următoarea configurație: 329 deputați și 136 senatori (BEC).
- 19 decembrie: Ambasadorul Federației Ruse în Turcia, Andrei Karlov, a fost asasinat de un ofițer de poliție infiltrat în locul unde ambasadorul rus participa la o expoziție în cadrul Galeriei de Artă Contemporană, în Ankara. Alte trei persoane au fost rănite.
- 19 decembrie: Al doilea atentat al zilei s-a produs la un târg de Crăciun din Berlin, unde un camion cu numere din Polonia a pătruns pe esplanadă, intrând în mulțime. 12 persoane au decedat, iar peste 50 au fost accidentați grav.
- 19 decembrie: Al treilea atentat al zilei a avut loc la Centrul Islamic din Zürich, Elveția unde o persoană, presupus a fi cetățean elvețian de 27 ani, a deschis focul, rănind grav trei bărbați, cu vârste cuprinse între 30 și 56 de ani.
- 25 decembrie: Un avion rusesc TU-154 având 92 persoane la bord, dintre care 8 membri ai echipajului, s-a prăbușit în Marea Neagră. Niciun supraviețuitor.
- 25 decembrie: Un cutremur cu magnitudinea de 7,7 grade Richter s-a produs în apropiere de extremitatea sudică a Insulei Chiloé, într-o zonă puțin populată, la 1300 km de Santiago de Chile, epicentrul fiind la 47 km adâncime.
- 27 decembrie: Ghepardul se confruntă cu extincția după ce s-a descoperit că numai 7.100 exemplare mai trăiesc în sălbăticie, ca urmare a unei distrugeri bruște a numărului populației.[2]
- 27 decembrie: Președintele Klaus Iohannis a respins propunerea lui Liviu Dragnea ca Sevil Shhaideh să fie premier și a cerut coaliției PSD - ALDE să facă o nouă nominalizare.
- 28 decembrie: Cutremur în Vrancea de 5,3 grade Richter, resimțit în România, Ucraina, R. Moldova, Bulgaria și Turcia.
- 28 decembrie: România: O nouă nominalizare pentru funcția de prim-ministru, de data aceasta a PSD, în persoana lui Sorin-Mihai Grindeanu.
- 29 decembrie: China a inaugurat un pod situat la 565 metri deasupra râului Nizhu și face legătura între provinciile Yunnan și Guizhou din sudul țării.
- 30 decembrie: Președintele României, Klaus Iohannis, îl desemnează pentru a forma un nou guvern pe Sorin-Mihai Grindeanu.[3]

## Decese
- 5 decembrie: Mogens Camre, 80 ani, om politic danez, membru al Parlamentului European (1999-2004), (n. 1936)
- 5 decembrie: Geydar Dzhemal, 69 ani, filosof, activist, politician, poet musulman rus de origine azeră (n. 1947)
- 6 decembrie: Mihail Bekker, 95 ani, istoric al celui de-al Doilea Război Mondial moldovean (n. 1921)
- 7 decembrie: Paul Bert Elvstrøm, 88 ani, sportiv danez (yahting), (n. 1928)
- 7 decembrie: Greg Lake (Gregory Stuart Lake), 69 ani, muzician britanic, basist, chitarist, vocalist, compozitor și producător (King Crimson și Emerson, Lake and Palmer), (n. 1947)
- 8 decembrie: John Herschel Glenn, 95 ani, pilot, inginer, astronaut (Mercury 7) și senator american (n. 1921)
- 8 decembrie: Romulus Rusan, 81 ani, scriitor român (n. 1935)
- 9 decembrie: Robert Scholes, 87 ani, critic literar, filosof și jurnalist american (n. 1929)
- 10 decembrie: Francisc Bárányi, 80 ani, medic și politician român de etnie maghiară, deputat (1990-2000) și ministru al sănătății (1998), (n. 1936)
- 10 decembrie: Wolfgang Eisenmenger, 86 ani, fizician german (n. 1930)
- 11 decembrie: Esma Redžepova, 73 ani, cântăreață macedoneană (n. 1943)
- 12 decembrie: E. R. Braithwaite, 96 ani, romancier, profesor și diplomat guyanez (n. 1912)
- 13 decembrie: Thomas Schelling, 95 ani, economist american, laureat al Premiului Nobel (2004), (n. 1921)
- 14 decembrie: Bernard Fox, 89 ani, actor britanic de film și TV (n. 1927)
- 16 decembrie: Ion Toboșaru, 86 ani, critic de film român (n. 1930)
- 17 decembrie: Constantin Stroe, 74 ani, inginer român, director al fabricii Dacia Mioveni (n. 1942)
- 18 decembrie: Flavia Buref, 82 ani, actriță română de film (n. 1934)
- 18 decembrie: Zsa Zsa Gábor (Prințesa Sári von Anhalt), 99 ani, actriță americană de etnie maghiară (n. 1917)
- 19 decembrie: André Jaumotte, 97 ani, inginer belgian (n. 1919)
- 19 decembrie: Andrei Karlov, 62 ani, diplomat rus, ambasador al Rusiei în Turcia (n. 1954)
- 20 decembrie: Michèle Morgan, 96 ani, actriță franceză (n. 1920)
- 21 decembrie: George Homoștean, 93 ani, om politic român (n. 1923)
- 23 decembrie: Vasile Băran, 85 ani, prozator, romancier și scenarist român (n. 1931)
- 23 decembrie: Andrés Rivera, 88 ani, scriitor argentinian (n. 1928)
- 24 decembrie: William Abitbol, 67 ani, om politic francez, membru al Parlamentului European (1999-2004), (n. 1949)
- 24 decembrie: Richard Adams, 96 ani, romancier britanic (n. 1920)
- 24 decembrie: Mihai Curagău, 73 ani, actor de teatru și film din R. Moldova (n. 1943)
- 25 decembrie: George Michael (n. Georgios Kyriacos Panayiotou), 53 ani, cântăreț și compozitor britanic de etnie greacă (n. 1963)
- 27 decembrie: Carrie Fisher, 60 ani, actriță americană (Războiul stelelor), (n. 1956)
- 27 decembrie: Claude Gensac, 89 ani, actriță franceză de film (n. 1927)
- 28 decembrie: Debbie Reynolds, 84 ani, actriță americană, mama actriței Carrie Fisher (n. 1932)
- 29 decembrie: Jean Pădureanu, 80 ani, fotbalist și președintele clubului Gloria Bistrița (n. 1936)
- 30 decembrie: Camelia Dăscălescu, 95 ani, compozitoare română (n. 1921)
- 31 decembrie: Dimitri Romanov, 90 ani, prinț, bancher, filantrop și autor rus (n. 1926)